# クリスティアン・シュルツ
クリスティアン・シュルツ（Christian Schulz, 1983年4月1日 - ）は、ドイツのニーダーザクセン州バッスム出身の元サッカー選手。ポジションはディフェンダー。

## 経歴
1995年、12歳の時にヴェルダー・ブレーメンに加入し、2001-02シーズンはレギオナルリーガでプレーした。2003年2月15日、FCニュルンベルクとの試合に途中出場し、ブンデスリーガデビューを果たした。その後、ウミト・ダヴァラが怪我をしたことをきっかけに、レフトバックのポジションを確保した。
シュルツはブレーメン残留を希望したものの、2007年8月30日にハノーファー96へと移籍。
2004年12月6日に行われた日本代表との親善試合でドイツ代表デビューし、現在までに4試合に出場している。FIFAコンフェデレーションズカップ2005にも招集された。
2016年7月にオーストリア・ブンデスリーガに所属するSKシュトゥルム・グラーツに移籍した。

## 獲得タイトル
ヴェルダー・ブレーメン
- ブンデスリーガ　2004
- DFBポカール　2004
- DFLリーガポカール　2006

SKシュトゥルム・グラーツ
- オーストリア・カップ　2018